# 柳青 (作家)
柳青（1916年7月2日—1978年6月13日），原名刘蕴华，字东园，笔名柳青，中国陕西吴堡人，中国现代作家。最著名的作品是长篇小说《创业史》。中华人民共和国成立后柳青在西安市长安县（今长安区）皇甫村蹲点14年，《创业史》就是以这段时间里的生活体验为原型创作地。

## 生平
陕西吴堡寺沟村人，1928年5月加入中国共产主义青年团，1930年考入省立绥德师范学校。1931年，考入榆林省立第六中学。1934年，考入西安高中。1935年，参与一二·九运动。1936年12月，加入中国共产党。1942年，参与延安整风运动。1945年10月，随军赴东北。1946年2月，到达大连，负责接收整顿大众书店和印刷厂。1947年7月，东北光华书店印行了柳青的第一部长篇小说《种谷记》。柳青在冀东参加土地改革半年。参与创办《中国青年报》，1952年8月，任陕西长安县县委副书记。1953年3月，辞去长安县委副书记职务，保留常委职务，定居皇甫村。

## 著作
- 《种谷记》1949/1962 人民文学出版社
- 《铜墙铁壁》1958/1976 人民文学出版社。
- 《狠透铁》1959 东风文艺出版社，1978 陕西人民出版社。
- 《创业史》（第一部） 1960中国青年出版社、
- 《创业史》（第二部上） 1977中国青年出版社、
- 《创业史》（第二部） 1982中国青年出版社。

文集
- 《柳青小说散文集》1979 中国青年出版社
- 《柳青文集》（上下卷）1991 陕西人民出版社
- 《柳青文集》（全4卷）2002 人民文学出版社

## 纪念
柳青故居
柳青文学奖
柳青广场和柳青纪念馆
柳青园

## 评价
- 习近平： “因为他对陕西关中农民生活有深入了解，所以笔下的人物才那样栩栩如生。柳青熟知乡亲们的喜怒哀乐，中央出台一项涉及农村农民的政策，他脑子里立即就能想象出农民群众是高兴还是不高兴。”